# هواوی پی۳۰
هواوی پی۳۰ و هواوی پی۳۰ پرو (انگلیسی: Huawei P30) یک تلفن همراه هوشمند رده بالا از سری هواوی پی ، محصولی از هواوی است.
پی۳۰ پرو با دوربین چهارگانه با زوم ۵ برابری اپتیکال، ۱۰ برابری هیبریدی و ۵۰ برابری دیجیتال را می‌توان یک جهش بزرگ در دوربین‌های تلفن‌های همراه دانست.
این گوشی همانند سری میت ۲۰، از پردازنده کایرین ۹۸۰ استفاده می‌کند که توسط خود هواوی توسعه داده شده‌است.
باتری ۴۲۰۰ میلی‌آمپری و دوربین سلفی ۳۲ مگاپیکسلی از دیگر موارد مهم این گوشی است.